# Diego Serrano
Diego Serrano (ur. 5 lutego 1973 w Quito, w Ekwadorze) – amerykański aktor telewizyjny i filmowy.

## Filmografia

### Seriale TV
- 1993-1997: Inny świat (Another World) jako Tomas Rivera
- 1999-2001: A życie kołem się toczy (Time of Your Life) jako Jesse Bayron
- 2001-2002: Żar młodości (The Young and the Restless) jako Diego Guttierez #1
- 2005: 24 godziny (24) jako agent Solarz
- 2012: CSI: Kryminalne zagadki Miami (CSI: Miami) jako Dylan Perez
- 2013: Ray Donovan jako Teddy
- 2014: Agenci T.A.R.C.Z.Y. jako Gabriel Soto

### Filmy
- 2009: Człowiek, który gapił się na kozy (The Men Who Stare at Goats) jako Krom - Chilean
- 2014: Przeznaczenie (The Michaels, TV) jako Justin